# El Desmonte, Michoacán de Ocampo
El Desmonte är en ort i Mexiko.   Den ligger i kommunen Morelos och delstaten Michoacán de Ocampo, i den centrala delen av landet, 260 km väster om huvudstaden Mexico City. El Desmonte ligger 2 204 meter över havet och antalet invånare är 278.
Terrängen runt El Desmonte är huvudsakligen kuperad, men åt sydväst är den platt. Terrängen runt El Desmonte sluttar västerut. Runt El Desmonte är det ganska tätbefolkat, med 56 invånare per kvadratkilometer. Närmaste större samhälle är Puruándiro, 14,1 km norr om El Desmonte. I omgivningarna runt El Desmonte växer huvudsakligen savannskog.